# Walfrido Mola
Walfrido Vidal Mola Fuentes (21 maggio 1960) è un ex schermidore cubano.

## Palmarès
In carriera ha conseguito i seguenti risultati:
- Giochi Panamericani:

Indianapolis 1987: oro nella sciabola a squadre.